# Ražňany
Ražňany este o comună slovacă, aflată în districtul Sabinov din regiunea Prešov. Localitatea se află la altitudinea de 350 m deasupra n.m., se întinde pe o suprafață de 11,37 km2 și în 2017 număra 1.546 de locuitori.

## Istoric
Localitatea Ražňany este atestată documentar din 1248.

## Demografie
| An:                | 1994 | 2004   | 2014   | 2024    |
| ------------------ | ---- | ------ | ------ | ------- |
| Număr de persoane: | 1354 | 1443   | 1504   | 1657    |
| Diferență:         |      | +6,57% | +4,22% | +10,17% |

| An:                | 2023 | 2024   |
| ------------------ | ---- | ------ |
| Număr de persoane: | 1660 | 1657   |
| Diferență:         |      | −0,18% |